# Edmond O'Brien
Edmond O'Brien (n. 10 septembrie 1915, New York City, New York, SUA – d. 9 mai 1985, Inglewood, California, SUA) a fost un actor american de film.

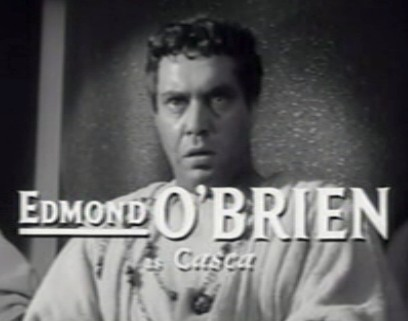

## Filmografie
| An        | Proiect                                     | Rol                                       | Note |
| --------- | ------------------------------------------- | ----------------------------------------- | --- |
| 1939      | The Hunchback of Notre Dame                 | Gringoire                                 | |
| 1941      | A Girl, a Guy, and a Gob                    | Stephen Herrick                           | |
| 1941      | Parachute Battalion                         | William 'Bill' Mayberry Burke             | |
| 1942      | Obliging Young Lady                         | 'Red' Reddy, aka Professor Stanley        | |
| 1942      | Powder Town                                 | J. Quincy 'Penji' Pennant                 | |
| 1943      | The Amazing Mrs. Holliday                   | Tom Holliday                              | |
| 1944      | Winged Victory                              | Irving Miller                             | ca Sgt. Edmond O'Brien |
| 1946      | Ucigașii                                    | Jim Riordan                               | |
| 1947      | The Web                                     | Bob Regan                                 | |
| 1947      | A Double Life                               | Bill Friend                               | |
| 1948      | Another Part of the Forest                  | Benjamin 'Ben' Hubbard                    | |
| 1948      | For the Love of Mary                        | Lt. Tom Farrington                        | |
| 1948      | An Act of Murder                            | David Douglas                             | |
| 1948      | Fighter Squadron                            | Major Ed Hardin                           | |
| 1949      | Task Force                                  | Radio Announcing Pearl Harbo Attack       | (voce, nemenționat) |
| 1949      | White Heat (film)                           | Hank Fallon Vic Pardo                     | |
| 1950      | Backfire                                    | Steve Connelly                            | |
| 1950      | D.O.A.                                      | Frank Bigelow                             | |
| 1950      | 711 Ocean Drive                             | Mal Granger                               | |
| 1950      | The Admiral Was a Lady                      | Jimmy Stevens                             | |
| 1950      | Between Midnight and Dawn                   | Officer Dan Purvis                        | |
| 1951      | The Redhead and the Cowboy                  | Maj. Dunn Jeffers                         | |
| 1951      | Pulitzer Prize Playhouse                    | Ben Jordan                                | episodul: Icebound |
| 1951      | Two of a Kind                               | Michael 'Lefty' Farrell                   | |
| 1951      | Warpath                                     | John Vickers                              | |
| 1951      | Silver City                                 | Larkin Moffatt                            | |
| 1952      | Cel mai mare spectacol                      | Midway Barker at End                      | (nemenționat) |
| 1952      | Denver și Rio Grande                        | Jim Vesser                                | |
| 1952      | Pas decisiv                                 | John Conroy                               | |
| 1953      | The Hitch-Hiker                             | Roy Collins                               | |
| 1953      | Om în întuneric                             | Steve Rawley                              | |
| 1953      | Cow Country                                 | Ben Anthony                               | |
| 1953      | Iulius Cezar                                | Casca                                     | |
| 1953      | China Venture                               | Capt. Matt Reardon                        | |
| 1953      | Bigamul                                     | Harry Graham Harrison Graham              | |
| 1954      | The Shanghai Story                          | Dr. Dan Maynard                           | |
| 1954      | Insignă pentru crimă                        | Detective Lt. Barney Nolan                | |
| 1954      | Contesa desculță                            | Oscar Muldoon                             | Premiul Oscar pentru cel mai bun actor în rol secundar Premiul Globul de Aur pentru cel mai bun actor în rol secundar (film) Premiul criticilor de film din New York pentru cel mai bun actor (locul 3, împărțit cu Humphrey Bogart pentru The Caine Mutiny) |
| 1954      | The Ford Television Theatre                 | Captain Joyce                             | episodul: Charlie C Company |
| 1955      | Stage 7                                     | Clinton Sturgess                          | episodul: Debt in Honor |
| 1955      | The Red Skelton Show                        | Grizzled Old Prospector                   | episodul: Episode #4.23 |
| 1955      | Damon Runyon Theater                        | Duke Martin                               | episodul: Old Em's Kentucky Home |
| 1955      | Pete Kelly's Blues                          | Fran McCarg                               | |
| 1955      | Playwrights '56                             | Sidney                                    | episodul: The Heart's a Forgotten Hotel |
| 1955      | The Star and the Story                      | Ray Ericson                               | episodul: Dark Stranger |
| 1956      | 1984                                        | Winston Smith of the Outer Party          | |
| 1956      | Screen Directors Playhouse                  | Thaddeus Kubaczik                         | episodul: A Ticket for Thaddeus |
| 1956      | D-Day the Sixth of June                     | Lt. Col. Alexander Timmer                 | |
| 1956      | A Cry in the Night                          | Capt. Dan Taggart                         | |
| 1956      | The Rack                                    | Lt. Col. Frank Wasnick                    | |
| 1956      | The Girl Can't Help It                      | Marty 'Fats' Murdock                      | |
| 1954-1956 | Climax!                                     | Leo Waldek Joel Flint                     | episodul: Figures in Clay episodul: An Error in Chemistry |
| 1957      | The Big Land                                | Joe Jagger                                | |
| 1957      | Stopover Tokyo                              | George Underwood                          | |
| 1958      | The World Was His Jury                      | David Carson                              | |
| 1958      | Sing, Boy, Sing                             | Joseph Sharkey                            | |
| 1958      | Suspicion (TV series)                       | Sgt. Miles Odeen                          | episodul: Death Watch |
| 1958      | Lux Playhouse                               | Big Jim Webber                            | episodul: Coney Island Winter |
| 1953-1958 | Schlitz Playhouse of the Stars              | Jim Reardon Rick Saunders Captain Simpson | episodul: The Town That Slept with the Lights On episodul: The Net Draws Tight episodul: The Long Shot |
| 1957-1959 | Playhouse 90                                | Roy Brenner Joe Ferguson Al Preston       | episodul: The Blue Men episodul: The Male Animal episodul: The Comedian |
| 1957-1959 | Zane Grey Theatre                           | Marshal Ben Clark Russ Andrews            | episodul: Lonesome Road episodul: A Gun Is for Killing |
| 1959      | Up Periscope                                | Commander Paul Stevenson                  | |
| 1959      | The Ambitious One                           | Mike Buchanan                             | |
| 1959      | Laramie (TV series)                         | Captain Sam Prado                         | episodul: The Iron Captain |
| 1960      | Johnny Midnight (TV series)                 | Johnny Midnight                           | (39 episoade) |
| 1960      | The Last Voyage                             | Second Engineer Walsh                     | |
| 1960      | The 3rd Voice                               | The Voice                                 | (nemenționat) |
| 1961      | The Great Impostor                          | Capt. Glover - HMCS Cayuga                | |
| 1961      | Man-Trap                                    | Voice of Photographer                     | (nemenționat) |
| 1961      | The Dick Powell Show                        | Sid Williams                              | episodul: Killer in the House |
| 1961      | Target: The Corruptors!                     | Ollie Crown                               | episodul: The Invisible Government |
| 1962      | Moon Pilot                                  | McClosky ('Mac')                          | |
| 1962      | The Man Who Shot Liberty Valance            | Dutton Peabody                            | Western Heritage Award for Best Theatrical Motion Picture |
| 1962      | Birdman of Alcatraz                         | Tom Gaddis                                | |
| 1962      | Ziua cea mai lungă                          | Gen. Raymond D. Barton                    | |
| 1962-1963 | Sam Benedict                                | Sam Benedict                              | (28 episoade) |
| 1964      | Seven Days in May                           | Sen. Raymond Clark                        | Premiul Globul de Aur pentru cel mai bun actor în rol secundar Nominalizare-Premiul Oscar pentru cel mai bun actor în rol secundar |
| 1964      | The Greatest Show on Earth (TV series)      | Mike O'Kelley                             | episodul: Clancy |
| 1964      | Breaking Point                              | Roger Conning                             | episodul: The Tides of Darkness |
| 1964      | The Eleventh Hour (TV series)               | Buck Denholt                              | episodul: The Color of Sunset |
| 1964      | Rio Conchos                                 | Col. Theron Pardee                        | |
| 1964      | The Hanged Man                              | Arnie Seeger                              | |
| 1965      | Sylvia                                      | Oscar Stewart                             | |
| 1965      | Synanon                                     | Chuck Dederich                            | |
| 1965      | Walt Disney's Wonderful World of Color      | Jefferson Crowley                         | (6 episoade) |
| 1965      | Lunga vară fierbinte (The Long, Hot Summer) | Will 'Boss' Varner                        | (13 episoade) |
| 1966      | Fantastic Voyage                            | General Carter                            | |
| 1966      | The Doomsday Flight                         | The Man                                   | (film TV) |
| 1967      | The Viscount                                | Ricco Barone                              | |
| 1967      | To Commit a Murder                          | Sphax (publisher)                         | |
| 1967      | The Virginian                               | Thomas Manstead                           | episodul: Ah Sing vs. Wyoming |
| 1967      | The Outsider                                | Marvin Bishop                             | (film TV) |
| 1968      | Flesh and Blood                             | Harry                                     | (film TV) |
| 1968      | Mission: Impossible                         | Raymond Halder                            | episodul: The Counterfeiter |
| 1969      | It Takes a Thief                            | Rocky McCauley                            | episodul: Rock-Bye, Bye, Baby |
| 1969      | The Wild Bunch                              | Freddie Sykes                             | |
| 1969      | The Love God?                               | Osborn Tremaine                           | |
| 1969      | The Bold Ones: The Protectors               | Warden Millbank                           | episodul: If I Should Wake Before I Die |
| 1970      | Insight                                     | Houseworthy - Tycoon                      | episodul: The 7 Minute Life of James Houseworthy |
| 1970      | The Intruders                               | Col. William Bodeen                       | (film TV) |
| 1970      | The Young Lawyers                           | MacGillicuddy                             | episodul: MacGillicuddy Always Was a Pain in the Neck |
| 1970      | Dream No Evil                               | Timothy MacDonald                         | |
| 1971      | The Name of the Game                        | Bergman                                   | episodul: LA 2017 |
| 1971      | The High Chaparral                          | Morgan MacQuarie                          | episodul: The Hostage |
| 1971      | River of Mystery                            | R.J. Twitchell                            | |
| 1971      | What's a Nice Girl Like You...?             | Morton Stillman                           | |
| 1972      | Cade's County                               | Clint Pritchard                           | episodul: The Brothers |
| 1972      | Jigsaw                                      | Det. Ed Burtelson                         | (film TV) |
| 1972      | The Streets of San Francisco                | Officer Gustav 'Gus' Charnovski, SFPD     | episodul: The Thirty-Year Pin |
| 1972      | McMillan & Wife                             | Mr. Fontaine                              | episodul: Cop of the Year |
| 1972      | They Only Kill Their Masters                | George                                    | |
| 1972      | The Other Side of the Wind                  | Pat                                       | |
| 1973      | The New Temperatures Rising Show            | Dr. Banning                               | episodul: Super Doc |
| 1973      | Isn't It Shocking?                          | Justin Oates                              | (film TV) |
| 1973      | Lucky Luciano                               | Commissioner Harry J. Anslinger           | (ca Edmund O'Brien) |
| 1974      | Police Story                                | Chief Frank Modeer                        | episodul: Chain of Command |
| 1974      | 99 and 44/100% Dead                         | Uncle Frank Kelly                         | |